# Pilotrichella leptoclada
Pilotrichella leptoclada är en bladmossart som beskrevs av C. Müller 1886. Pilotrichella leptoclada ingår i släktet Pilotrichella och familjen Meteoriaceae. Inga underarter finns listade i Catalogue of Life.